# Ship Arriving Too Late to Save a Drowning Witch
Albums de Frank Zappa
You Are What You Is
(1981) The Man from Utopia
(1983)
Ship Arriving Too Late to Save a Drowning Witch est un album de Frank Zappa sorti en 1982.

## Historique
Le chant et les chœurs y occupent une place importante, le ton de la composition et des textes est humoristique. Valley Girl est particulièrement connue. Seule chanson de Zappa à être entrée dans le Top 40 américain, le texte du personnage de Valley Girl est dit par Moon Unit Zappa, la fille de Frank alors âgée de 14 ans.

## La pochette
Le graphisme très épuré est une illustration parfaite du titre de l'album : on aperçoit l'avant d'un bateau (à gauche) qui arrive trop tard pour sauver la sorcière qui est en train de couler (d'ailleurs, à droite, on ne voit plus que le haut du chapeau de la sorcière). La pochette de l'album est l'œuvre de Roger Price, créateur du droodle, dessin-énigme.

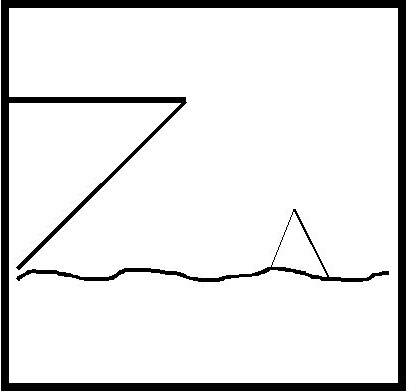
Ce droodle est repris sur la pochette de l'album de Frank Zappa Ship Arriving Too Late to Save a Drowning Witch (« Bateau arrivant trop tard pour sauver une sorcière de la noyade »)

## Titres
Toutes les chansons sont de Frank Zappa, sauf Valley Girl, qui est coécrite avec Moon Unit Zappa.

### Face 1
1. No, Not Now – 5 min 50 s
2. Valley Girl – 4 min 49 s
3. I Come from Nowhere – 6 min 13 s

### Face 2
1. Drowning Witch – 12 min 03 s
2. Envelopes – 2 min 46 s
3. Teen-Age Prostitute – 2 min 43 s

## Musiciens
- Frank Zappa : guitare, chant
- Steve Vai : guitare
- Ray White : guitare rythmique, chant
- Tommy Mars : synthétiseur
- Bobby Martin : synthétiseur, saxophone, chant
- Ed Mann : percussions
- Scott Thunes : basse sur Drowning Witch, Envelopes, Teen-age Prostitute et Valley Girl
- Arthur Barrow : basse sur No Not Now et le début de I Come From Nowhere
- Patrick O'Hearn : basse dans le solo de guitare de I Come From Nowhere
- Chad Wackerman : batterie
- Roy Estrada : chant
- Ike Willis : chant
- Bob Harris : chant
- Lisa Popeil : chant
- Moon Unit Zappa : chant sur Valley Girl

## Production
- Production : Frank Zappa
- Ingénierie : Bob Stone, Stephen Marcussen
- Direction musicale : Frank Zappa
- Illustration couverture : Roger Price
- Graphismes : John Vince
- Photo originale 1982 : John Livsey
- Photos 1991 : Mollye Moore